# Keeanu Benton
Keeanu Benton (Janesville, Wisconsin; 17 de julio de 2001) es un jugador profesional estadounidense de fútbol americano, se desempeña en la posición de defensive tackle en Pittsburgh Steelers, en la National Football League (NFL).

## Carrera
Hizo su debut profesional con el equipo Pittsburgh Steelers, lleva jugando una temporada, comenzó en el 2023.